# Władysław Liwak
Władysław Liwak (ur. 24 lutego 1942 w Branwi, zm. 11 września 2017 w Górnie) – polski prawnik i polityk, radca prawny, poseł na Sejm X i I kadencji.

## Życiorys
Ukończył w 1964 studia na Wydziale Prawa Uniwersytetu Jagiellońskiego. Od 1973 do 1996 z przerwą na czas kadencji poselskiej pracował jako radca prawny m.in. w Hucie Stalowa Wola. W latach 1965–1980 należał do Polskiej Zjednoczonej Partii Robotniczej. Po odejściu z partii przystąpił do „Solidarności”. Po wprowadzeniu stanu wojennego zajmował się organizacją pomocy dla represjonowanych, w latach 80. był wielokrotnie zatrzymywany i przesłuchiwany. W 1989 brał udział w obradach Okrągłego Stołu.
Z ramienia Komitetu Obywatelskiego sprawował mandat posła X kadencji. W trakcie kadencji przystąpił do Ruchu Obywatelskiego Akcja Demokratyczna, a następnie do Unii Demokratycznej, zasiadał w Komisji Handlu i Usług, Komisji Samorządu Terytorialnego, Komisji Ustawodawczej oraz w trzech komisjach nadzwyczajnych. W latach 1990–1991 zajmował stanowisko wojewody tarnobrzeskiego. Zasiadał także w Sejmie I kadencji z listy UD. Należał następnie do Unii Wolności. W 1996 wycofał się z działalności politycznej. W tym samym roku rozpoczął prowadzenie własnej kancelarii radcowskiej w Stalowej Woli.
W 1993 odznaczony Złotym Krzyżem Zasługi, a w 2008 Krzyżem Kawalerskim Orderu Odrodzenia Polski.
Pochowany na Cmentarzu Komunalnym w Stalowej Woli (kw. XLVIII /C/9).